# Волкановски, Александр
Алекса́ндр Волкано́вски (англ. Alexander Volkanovski; род. 29 сентября 1988 года в Уоллонгонге, штат Новый Южный Уэльс, Австралия) — австралийский боец смешанного стиля, представитель полулёгкой весовой категории. Выступает на профессиональном уровне с 2012 года, известен по участию в турнирах бойцовской организации UFC. Двукратный и действуюший чемпион UFC в полулёгком весе. 
Занимает 6 строчку официального рейтинга UFC среди лучших бойцов независимо от весовой категории (англ. pound-for-pound).

## Титулы и достижения
Ultimate Fighting Championship
- - Чемпион UFC в полулёгком весе (действующий; дважды)
    - Пять успешных защит титула
    - Второй по количеству побед в титульных боях в истории полулёгкого дивизиона UFC (7)
    - Первый боец австралийского происхождения, выигравший титул чемпиона UFC
    - Первый двукратный чемпион UFC в полулегком весе

  - «Лучший бой вечера» (четыре раза) против Чеда Мендеса, Брайана Ортеги, Ислама Махачева И Диего Лопеса
  - Бой года против Ислама Махачева
  - «Выступление вечера» (один раз) против Чон Чхан Сона
  - Вторая по продолжительности победная серия в истории полулёгкого дивизиона UFC (11)
  - Самая продолжительное время боя в истории полулёгкого дивизиона UFC (17:31)
  - Третий по значимости ударов в истории полулёгкого дивизиона UFC (1525)
  - Четвертый по количеству ударов в истории полулегкого дивизиона UFC (1726)
  - Третий по значимости процента попаданий в истории полулёгкого дивизиона UFC (56,5 %)
  - Четвертый по количеству ударов в минуту в истории полулегкого дивизиона UFC (6,69)
  - Наибольшее количество ударов ногами в бою в истории полулёгкого дивизиона UFC (75) против Макса Холлоуэя (первый бой)
  - Второй по количеству ударов ногами в бою в истории полулёгкого дивизиона UFC (67) против Макса Холлоуэя (второй бой)
  - Наибольшее количество ударов по ногам в истории полулегкого дивизиона UFC (81) против Жозе Альдо
  - Занимал первую строчку официального рейтинга (англ. pound-for-pound)[4]UFC в независимости от категории с 2022—2023 год.
  - Боец года 2022

## Биография
Волкановски родился 29 сентября 1988 года в городе Уоллонгонг, штата Новый Южный Уэльс, Австралия. Имеет македонские по отцу и греческие по матери корни.
В детстве занимался греко-римской борьбой и в 12 лет выиграл национальный турнир, а затем в 14 лет начал и достаточно долго играл в регби, выступая на полупрофессиональном уровне. Смешанными единоборствами увлёкся в 2012 году.
Проходил подготовку в зале Freestyle Fighting Gym, где помимо прочего освоил технику бразильского джиу-джитсу, получив в данной дисциплине коричневый пояс.

### Начало профессиональной карьеры
Дебютировал в ММА на профессиональном уровне в мае 2012 года, выиграв у своего соперника единогласным решением судей в трёх раундах. Дрался в небольших австралийских промоушенах, таких как Roshambo MMA, Australian Fighting Championship, Pacific Xtreme Combat, Wollongong Wars и др. В некоторых из них сумел завоевать титулы чемпиона. Изначально выступал в полусредней весовой категории, но затем спустился в лёгкую и позже в полулёгкую.

### Ultimate Fighting Championship
Имея в послужном списке 13 побед и только одно поражение, Волкановски привлёк к себе внимание крупнейшей бойцовской организации мира Ultimate Fighting Championship и в 2016 году подписал с ней долгосрочный контракт. Дебютировал в октагоне UFC в ноябре, выиграв техническим нокаутом у Юсукэ Касуя. Этот бой проходил в лёгком весе, но на последовавшей пресс-конференции боец заявил, что к следующим боям собирается перейти в полулёгкую весовую категорию.
В 2017 году единогласным судейским решением победил Мидзуто Хироту и Шейна Янга.
В 2018 году добавил в послужной список победы над такими известными бойцами как Джереми Кеннеди, Даррен Элкинс и Чед Мендес. В последнем случае заработал бонус за лучший бой вечера.
В мае 2019 года Волкановски единогласным решением выиграл у бывшего чемпиона организации Жозе Алду, благодаря чему поднялся до первой строки рейтинга полулёгкого веса.
14 декабря 2019 года в рамках турнира UFC 245 Волкановски встретился в титульном бою с Максом Холлоуэем. Бой продлился все 5 раундов, в которых австралиец одержал победу единогласным судейским решением и стал новым чемпионом UFC в полулегком весе.
11 июля 2020 года эти бойцы провели реванш на UFC 251. Защита получилась для чемпиона гораздо более сложной, чем бой за титул. Волкановски вчистую проиграл начало боя и лишь в середине поединка смог выравнять статистику. В итоге бой завершился раздельным судейским решением в пользу Волкановски.
Волкановски должен был провести вторую защиту титула против Брайана Ортеги 27 марта 2021 года на турнире UFC 260. Однако бой был отменен из-за протоколов COVID-19. Накануне боя Волкановски получил положительный результат теста на COVID-19, по этой причине бой был перенесен на более позднюю дату.
Бой против Брайана Ортеги состоялся 25 сентября 2021 года и стал главным событием турнира UFC 266. Бой прошёл всю дистанцию и завершился победой Волкановски единогласным решением.
9 апреля 2022 года на турнире UFC 273 вновь защитил титул чемпиона UFC в полулегком весе против Чон Чхан Сона. Волкановски не испытал серьезного сопротивления от оппонента и завершил встречу техническим нокаутом в четвёртом раунде.
2 июля 2022 года Александр Волкановски защитил чемпионский титул в полулегком весе от Макса Холлоуэя в рамках трилогии. Волкановски победил единогласным решением судей после 5 раундов боя. После этого Волкановски принял решение подняться в легкий вес, чтобы сразиться за титул против Ислама Махачева. Бой двух чемпионов состоялся на турнире UFC 284 в «RAC Arena» в городе Перт, Австралия, однако Волкановски вписать своё имя в список двойных чемпионов UFC так и не удалось, поскольку Махачев защитился от него единогласным решением судей.
21 октября 2023 года состоялся матч реванш с Исламом Махачевым на UFC 294 в Абу-Даби (ОАЭ). Александр вышел на бой на коротком десятидневном уведомлении, заменив снявшегося с турнира Чарльза Оливейру. Бой закончился поражением Александра в первом раунде в результате нокаута (хай-кик в голову и добивание).
Для очередной защиты титула, Волкановски встретился с Илия Топурией 17 февраля на UFC 298. Волкановски проиграл нокаутом во 2 раунде и утратил титул чемпиона.
После того, как Топурия освободил титул титул, Волкановски встретился с Диего Лопесом за вакантный титул чемпиона 12 апреля 2025 на UFC 314. После 5 раундов упорного противостояния, Волкановски победил единогласным решением и стал первым двукратным чемпионом в полулёгком весе. Этот бой получил бонус «Лучший бой вечера».

## Личная жизнь
Волкановски женат, его жену зовут Эмма, вместе они воспитывают троих дочерей Ариану, Эйрли, Рейн. Он появился в качестве тренера в любительском реалити-шоу ММА «Вторжение в Малайзии». Из-за своих корней он использует прозвище «Великий» в отношении Александра Македонского, утверждая, что он был смешанного македонского и греческого происхождения, как и он сам.

## Статистика в профессиональном ММА
| Боёв 31  | Побед 27 | Поражений 4 |
| -------- | -------- | ----------- |
| Нокаутом | 13       | 3           |
| Сдачей   | 3        | 0           |
| Решением | 11       | 1           |

| Результат | Рекорд | Соперник         | Способ                               | Турнир                                         | Дата             | Раунд | Время | Место                     | Примечание                                                                       |
| --------- | ------ | ---------------- | ------------------------------------ | ---------------------------------------------- | ---------------- | ----- | ----- | ------------------------- | -------------------------------------------------------------------------------- |
| Победа    | 27-4   | Диего Лопес      | Единогласное решение                 | UFC 314                                        | 13 апреля 2025   | 5     | 5:00  | Майами, Флорида, США      | Завоевал вакантный титул чемпиона UFC в полулегком весе; «Лучший бой вечера» (4) |
| Поражение | 26-4   | Илия Топурия     | KO (удары)                           | UFC 298                                        | 17 февраля 2024  | 2     | 3:32  | Анахайм, Калифорния, США  | Утратил титул чемпиона UFC в полулегком весе                                     |
| Поражение | 26-3   | Ислам Махачев    | KO (удар ногой в голову и добивание) | UFC 294                                        | 21 октября 2023  | 1     | 3:06  | Абу-Даби, ОАЭ             | Бой за титул чемпиона UFC в легком весе                                          |
| Победа    | 26-2   | Яир Родригес     | TKO (удары)                          | UFC 290                                        | 8 июля 2023      | 3     | 4:19  | , Лас-Вегас, Невада, США  | Защитил (5) титул чемпиона UFC в полулегком весе                                 |
| Поражение | 25-2   | Ислам Махачев    | Единогласное решение                 | UFC 284                                        | 11 февраля 2023  | 5     | 5:00  | Перт, Австралия           | Бой за титул чемпиона UFC в легком весе; «Лучший бой вечера» (3); «Бой года» (1) |
| Победа    | 25-1   | Макс Холлоуэй    | Единогласное решение                 | UFC 276                                        | 2 июля 2022      | 5     | 5:00  | Лас-Вегас, Невада, США    | Защитил (4) титул чемпиона UFC в полулегком весе                                 |
| Победа    | 24-1   | Корейский Зомби  | TKO (остановка рефери)               | UFC 273                                        | 9 апреля 2022    | 4     | 0:45  | Джексонвилл, Флорида, США | Защитил (3) титул чемпиона UFC в полулегком весе; «Выступление вечера» (1)       |
| Победа    | 23-1   | Брайан Ортега    | Единогласное решение                 | UFC 266                                        | 25 сентября 2021 | 5     | 5:00  | Лас-Вегас, Невада, США    | Защитил (2) титул чемпиона UFC в полулегком весе. «Лучший бой вечера» (2)        |
| Победа    | 22-1   | Макс Холлоуэй    | Раздельное решение                   | UFC 251                                        | 11 июля 2020     | 5     | 5:00  | Абу-Даби, ОАЭ             | Защитил (1) титул чемпиона UFC в полулегком весе                                 |
| Победа    | 21-1   | Макс Холлоуэй    | Единогласное решение                 | UFC 245                                        | 14 декабря 2019  | 5     | 5:00  | Лас-Вегас, Невада, США    | Завоевал титул чемпиона UFC в полулегком весе                                    |
| Победа    | 20-1   | Жозе Алду        | Единогласное решение                 | UFC 237                                        | 11 мая 2019      | 3     | 5:00  | Рио-де-Жанейро, Бразилия  |                                                                                  |
| Победа    | 19-1   | Чед Мендес       | TKO (удары руками)                   | UFC 232                                        | 29 декабря 2018  | 2     | 4:14  | Инглвуд, Калифорния, США  | «Лучший бой вечера» (1)                                                          |
| Победа    | 18-1   | Даррен Элкинс    | Единогласное решение                 | UFC Fight Night: Дус Сантус vs. Иванов         | 14 июля 2018     | 3     | 5:00  | Бойсе, Айдахо, США        |                                                                                  |
| Победа    | 17-1   | Джереми Кеннеди  | TKO (удары)                          | UFC 221                                        | 11 февраля 2018  | 2     | 4:57  | Перт, Австралия           |                                                                                  |
| Победа    | 16-1   | Шейн Янг         | Единогласное решение                 | UFC Fight Night: Вердум vs. Тыбура             | 19 ноября 2017   | 3     | 5:00  | Сидней, Австралия         | Бой в промежуточном весе 68 кг                                                   |
| Победа    | 15-1   | Мидзуто Хирота   | Единогласное решение                 | UFC Fight Night: Льюис vs. Хант                | 11 июня 2017     | 3     | 5:00  | Окленд, Новая Зеландия    | Вернулся в полулёгкий вес                                                        |
| Победа    | 14-1   | Юсукэ Касуя      | TKO (удары руками)                   | UFC Fight Night: Уиттакер vs. Брансон          | 26 ноября 2016   | 2     | 2:06  | Мельбурн, Австралия       | Бой в лёгком весе                                                                |
| Победа    | 13-1   | Джей Брэдни      | TKO (удары руками)                   | Wollongong Wars 4                              | 8 июля 2016      | 1     | N/A   | Уоллонгонг, Австралия     | Выиграл титул чемпиона Wollongong Wars в лёгком весе                             |
| Победа    | 12-1   | Джейми Маллеркей | KO (удар рукой)                      | Australian Fighting Championship 15            | 19 мая 2016      | 1     | 3:23  | Мельбурн, Австралия       | Защитил (1) титул чемпиона AFC в полулёгком весе                                 |
| Победа    | 11-1   | Юсукэ Яти        | Сдача (треугольник)                  | Pacific Xtreme Combat 50                       | 4 декабря 2015   | 4     | 3:43  | Манджилао, Гуам           | Выиграл титул чемпиона PXC в полулёгком весе                                     |
| Победа    | 10-1   | Джеймс Бишоп     | TKO (удары руками)                   | Australian Fighting Championship 13            | 14 июня 2015     | 1     | 1:39  | Мельбурн, Австралия       | Выиграл титул чемпиона AFC в полулёгком весе                                     |
| Победа    | 9-1    | Дэйв Батт        | TKO (удары руками)                   | Wollongong Wars 2                              | 1 ноября 2014    | 2     | 1:52  | Серул, Австралия          |                                                                                  |
| Победа    | 8-1    | Кайл Рейес       | Единогласное решение                 | Pacific Xtreme Combat 45                       | 24 октября 2014  | 3     | 5:00  | Манджилао, Гуам           | Бой в полулёгком весе                                                            |
| Победа    | 7-1    | Джей Брэдни      | Сдача (удушение сзади)               | Roshambo MMA 3 — In the Cage                   | 26 июля 2014     | 1     | 4:58  | Брисбен, Австралия        | Защитил (1) титул чемпиона Roshambo MMA в лёгком весе                            |
| Победа    | 6-1    | Родолфо Маркес   | KO (удар рукой)                      | Australian Fighting Championship 9             | 17 мая 2014      | 1     | 3:41  | Олбери, Австралия         | Дебют в полулёгком весе                                                          |
| Победа    | 5-1    | Грег Атзори      | Сдача (гильотина)                    | Roshambo MMA 2 — In the Cage                   | 1 февраля 2014   | 1     | N/A   | Брисбен, Австралия        | Выиграл титул чемпиона Roshambo MMA в лёгком весе                                |
| Победа    | 4-1    | Люк Катубиг      | TKO (удары руками)                   | Australian Fighting Championship 7             | 14 декабря 2013  | 3     | 4:39  | Мельбурн, Австралия       |                                                                                  |
| Поражение | 3-1    | Кори Нельсон     | TKO (удары)                          | Australian Fighting Championship 5             | 10 мая 2013      | 3     | 0:13  | Мельбурн, Австралия       | Четвертьфинал турнира AFC в полусреднем весе                                     |
| Победа    | 3-0    | Антон Зафир      | TKO (удары руками)                   | Roshambo MMA 1 — In the Cage                   | 17 апреля 2013   | 4     | 2:19  | Брисбен, Австралия        | Выиграл титул чемпиона Roshambo MMA в полусреднем весе                           |
| Победа    | 2-0    | Реган Уилсон     | TKO (остановлен врачом)              | Southern Fight Promotions — Cage Conquest 2    | 23 февраля 2013  | 1     | 2:49  | Наура, Австралия          | Выиграл титул чемпиона Cage Conquest в полусреднем весе                          |
| Победа    | 1-0    | Герхард Фойгт    | Единогласное решение                 | Revolution Promotions — Revolution at the Roxy | 19 мая 2012      | 3     | 5:00  | Сидней, Австралия         |                                                                                  |